# سال نجومی
سال نجومی مدت زمانی است که زمین نسبت به یک ستاره ثابت یک دور در مسیرش به‌دور خورشید می‌گردد. طول سال نجومی ۳۶۵٫۲۵۶۳۶۳۰۰۴ روز (۳۶۵ روز و ۶ ساعت و ۹ دقیقه و ۹٫۷۶۳۵۴۵۶ ثانیه) است. سال نجومی ۲۰٫۴۰۶۵۴۸۱۶ دقیقه از سال اعتدالی (طبق سال متوسط اعتدالی ۲۰۱۴ میلادی) بلندتر است. از این رو مختصات ستارگان به مرور در نقشه آسمان تغییر می‌یابد.

## سال نجومی، سال اعتدالی و زمینه ستارگان
به دلیل تقدیم محوری زمین، سال اعتدالی بر اساس دو بار عبور زمین از دایره انتقالی خود بر نقطه اعتدال بهاری است و از یک دوران انتقالی زمین بر یک دایره هندسی کامل نسبت به ستارگان اندکی عقبتر است از اینرو نسبت به سال نجومی که بر اساس دوران انتقالی زمین بر دایره هندسی کامل نسبت به ستارگان است ۲۰ دقیقه کوتاهتر است. از اینرو در هر سال زمینه ستارگان ثابت نسبت به یکروز مشخص سال اعتدالی یا تقویمی در حال اندکی تغییر است. این تفاضل طی ۲هزار سال موجب جابجایی صورتهای فلکی تا ۳۰ درجه قوسی شده‌است. مثلاً نقطه اعتدال بهاری که ۲ هزار سال پیش در صورت فلکی حمل (بره) بوده، امروزه در صورت فلکی حوت (ماهی) به عقب کشیده شده‌است.